# NGC 1588
NGC 1588 est une galaxie elliptique située dans la constellation du Taureau.  NGC 1588 a été découverte par l'astronome germano-britannique William Herschel en 1783.

## Caractéristiques

### Distance
Sa vitesse par rapport au fond diffus cosmologique est de 3 441 ± 8 km/s, ce qui correspond à une distance de Hubble de 50,8 ± 3,6 Mpc (∼166 millions d'al).
À ce jour, quatre mesures non basées sur le décalage vers le rouge (redshift) donnent une distance de 42,250 ± 10,776 Mpc (∼138 millions d'al), ce qui est à l'intérieur des valeurs de la distance de Hubble. Notons cependant que c'est avec la valeur moyenne des mesures indépendantes, lorsqu'elles existent, que la base de données NASA/IPAC calcule le diamètre d'une galaxie et qu'en conséquence le diamètre de NGC 1588 pourrait être d'environ 22,2 kpc (∼72 400 al) si on utilisait la distance de Hubble pour le calculer.

### Émission de radiation ultraviolette
NGC 1588 est une galaxie dont le noyau brille dans le domaine de l'ultraviolet. Elle est inscrite dans le catalogue de Markarian sous la cote Mrk 616 (MK 616).

## Groupe de NGC 1589
NGC 1588 est une galaxie brillante dans le domaine des rayons X et elle fait partie du groupe de NGC 1589 qui comprend neuf galaxies. Les huit autres galaxies de ce groupe sont NGC 1586, NGC 1587, NGC 1589, NGC 1593, UGC 3054, UGC 3058, UGC 3072 et UGC 3080. Selon A.M. Garcia, la galaxie NGC 1620 fait aussi partie de ce groupe, mais Garcia n'inclut pas NGC 1593 dans celui-ci.

## Paire de galaxies
Les galaxies NGC 1587 et NGC 1588 forment une paire de galaxies.